# NGC 5978
NGC 5978 é uma galáxia espiral (Sa) localizada na direcção da constelação de Libra. Possui uma declinação de -13° 14' 02" e uma ascensão recta de 15 horas, 42 minutos e 27,1 segundos.
A galáxia NGC 5978 foi descoberta em 1886 por Frank Leavenworth.